# Cyrus Wong
Cyrus Wong Ka Ming (王嘉明 | mandarín: Wáng Jiā Míng | cantonés: Wong Ka Ming), también conocido como Siu Kwong Tau (小光頭, que significa "Calvito") es un actor y cantante chino, nacido en Hong Kong el 25 de octubre de 1982.    

## Biografía
En 1983, cuando apenas contaba un año de edad, fue seleccionado para interpretar el personaje de "Baldy Jr.", hijo del torpe inspector de Policía Albert "Baldy" Au (encarnado por Karl Maka) en la tercera y cuarta entrega de la serie cinematográfica de Mad Mission. Wong repitió el papel en un film independiente de la serie, Merry Christmas, dirigida por Clifton Ko en 1984. Después de estas tres películas, y finiquitado el personaje, Wong se retiró del cine. 
Diez años después, cuando contaba ya 14 años de edad, el propio Clifton Ko le dio la oportunidad de regresar al cine con pequeños papeles en algunas de sus películas como Paradise Hotel o The Umbrella Story. En esta nueva etapa el actor se desprendió de su nombre artístico original Siu Kwong Tau para figurar acreditado como Wong Ka Ming. 
A partir del año 2002, y ya convertido en ídolo para adolescentes, intervino en papeles mayores en varias comedias juveniles como Nine Girls and a Ghost junto a Edison Chen, Fell 100% 2003 junto a Shawn Yu o Ultimate Fight.  
Durante esta época, y paralelamente a su carrera como actor, Wong también probó fortuna como cantante melódico. En 2002 sacó su álbum Gung Gou Tin Ha.